# Gare de Belfort - Montbéliard TGV
Ne doit pas être confondu avec Gare de Belfort ou Gare de Montbéliard.
La gare de Belfort - Montbéliard TGV est une gare ferroviaire française TGV, située sur le territoire de la commune de Meroux-Moval, à proximité de Belfort et de Montbéliard, dans le département du Territoire de Belfort, en région Bourgogne-Franche-Comté.
C'est l'une des deux gares nouvelles construites sur la LGV Rhin-Rhône, avec la gare de Besançon Franche-Comté TGV. Sa mise en service est effective depuis le 11 décembre 2011.
Elle est située, par la route, à 9 km de Belfort et 18 km de Montbéliard, ce qui lui confère un statut de gare centrale pour tout le Nord Franche-Comté et au-delà, avec la liaison ferroviaire en correspondance avec la Suisse.
La ligne de Belfort à Delle devait être rouverte en 2011, dans le cadre de l'interconnexion des réseaux à grande vitesse européens. Elle n'est finalement remise en service que fin 2018, après une interruption du trafic voyageurs pendant 26 ans. La desserte de la gare TGV est donc possible par des TER Bourgogne-Franche-Comté depuis Belfort ou Delle, et depuis la Suisse par les trains directs Bienne – Delémont – Porrentruy – Delle – Meroux des CFF, cadencés à l'heure. Cette desserte est donc internationale.

## Situation ferroviaire
La gare est située au point kilométrique (PK) 133,858 de la ligne Rhin-Rhône (LGV). Son altitude est de 351 mètres.
Elle est également établie, en tant que halte de Meroux, au PK 449,865 de la ligne de Belfort à Delle.

## Histoire
La gare nouvelle TGV de Belfort - Montbéliard, sur la LGV Rhin-Rhône, s’implante dans la commune de Meroux, et s’inscrit dans un « périmètre partagé » de 60 hectares, au cœur d’un nouveau développement urbain sur les communes de Meroux, Moval, Bourogne et Trévenans.
Située sur la ligne de Belfort à Delle, rouverte au trafic des TER et des CFF à partir du week-end des 8 et 9 décembre 2018 (dont une « journée portes ouvertes » précédant le service commercial normal), la gare se veut avant tout intermodale entre TGV, TER, bus, taxi, voitures, deux-roues, piétons, etc. La ligne Belfort – Delle dispose d'un quai central entre ses deux voies, sur un pont surplombant celles de la LGV (dont le quai est directement accessible par le biais d'escaliers et d'un ascenseur). Les travaux avaient commencé durant le second semestre de 2016.
Un positionnement sur la ligne de Dole-Ville à Belfort a été rejeté lors des études.

## Bâtiment principal

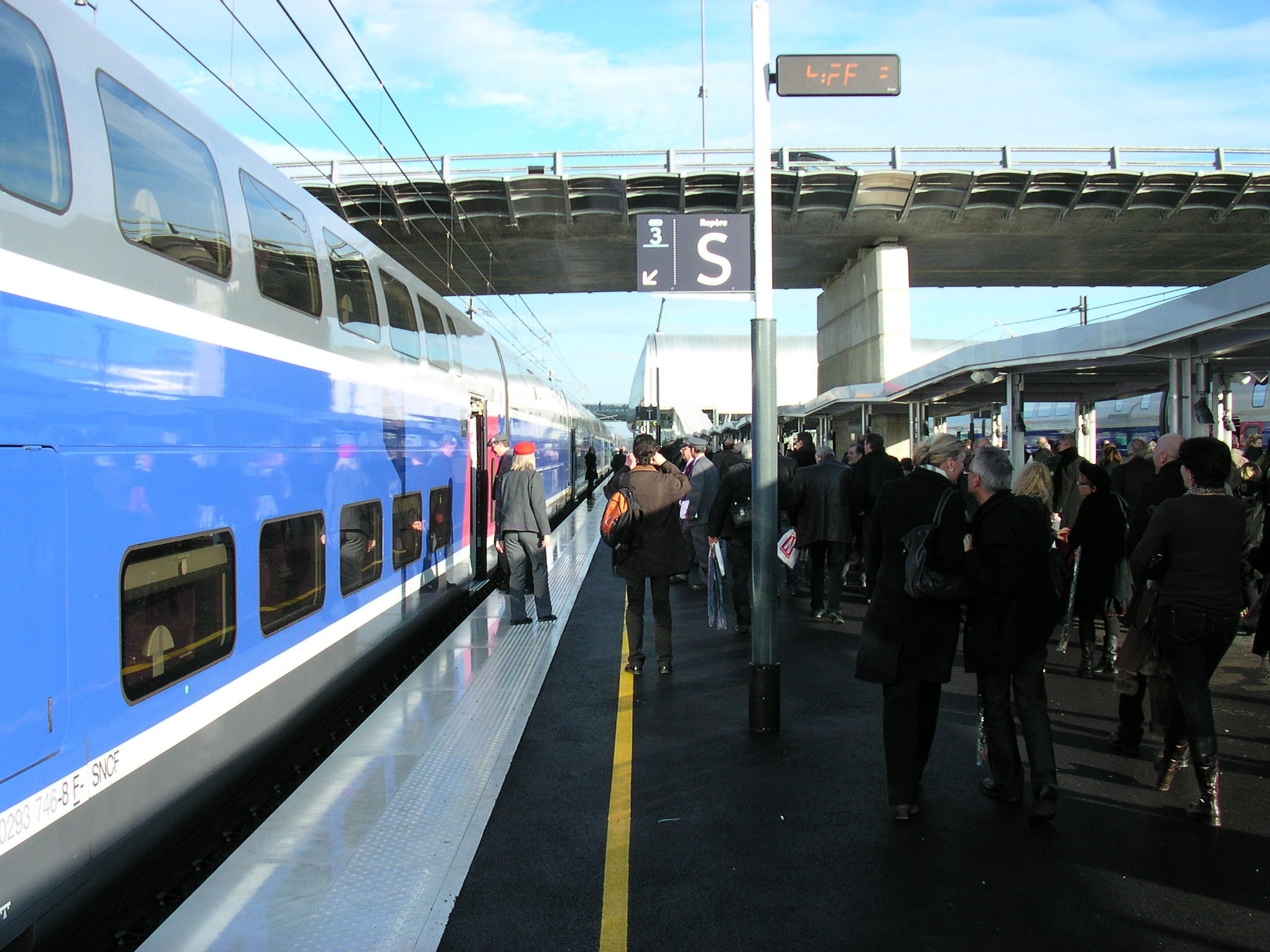
Le jour de l'inauguration de la gare. À gauche, la rame TGV Duplex Dasye no 746, au loin le bâtiment voyageurs.

Les différents modes de transports s'organisent autour du bâtiment voyageurs posé en demi-pont sur le quai central, selon l’axe perpendiculaire à la LGV. Le site de la gare, partagé en deux par une noue drainante des eaux de ruissellement, s’organise au nord de cette noue avec le bâtiment voyageurs, le parking courte durée, la gare routière, les déposes taxis et VP, et au sud avec le parking longue durée et la circulation en site propre des bus et taxis.[pas clair]
Le bâtiment voyageurs est un quadrilatère en forme de trapèze allongé de 122 mètres de long sur les côtés est et ouest, de 20 mètres de large sur le côté sud de l’entrée depuis les parkings longue durée — caractérisée par sa couverture en auvent pour abriter le parvis et une partie de la dépose — et de 30 mètres de large pour sa façade nord s’appuyant en demi-pont sur le quai central avec un dispositif spectaculaire de circulations verticales. Nef évasée vers les Vosges, le hall se termine au-dessus des voies par un « hall sur quai » qui contient une rampe ovalisée à 10 % de pente, en bois, enveloppant deux escalators à ciseaux ; il s'ouvre sur un ascenseur. Tous ces équipements donnent accès à un quai central unique de 15 mètres de largeur. La façade orientale, face à la ligne TER, à la dépose taxis et la gare routière, abrite les espaces fonctionnels et de service, et est plus opaque que la façade ouest où se trouvent les espaces d’attente et la galerie des circulations horizontales.
La gare a été inaugurée le 1er décembre 2011 par Nathalie Kosciusko-Morizet, alors ministre de l'Écologie, du Développement durable, des Transports et du Logement ainsi que par Nicolas Sarkozy alors titulaire du mandat de président de la République Française.

### Aménagement intérieur
La régulation thermique du bâtiment est obtenue en partie par la géothermie, avec puits canadiens et pompe à chaleur.
Pour les eaux pluviales, celles en toiture sont récupérées en fonction d’objectifs à affiner (arrosage) tandis que les eaux de ruissellement sont rejetées dans le thalweg après être passées dans des débourbeurs–déshuileurs. Des noues plantées d’herbes macrophytes viendront compléter le dispositif de traitement pour les parkings longue durée.

### Aménagements extérieurs

#### Parkings et intermodalité

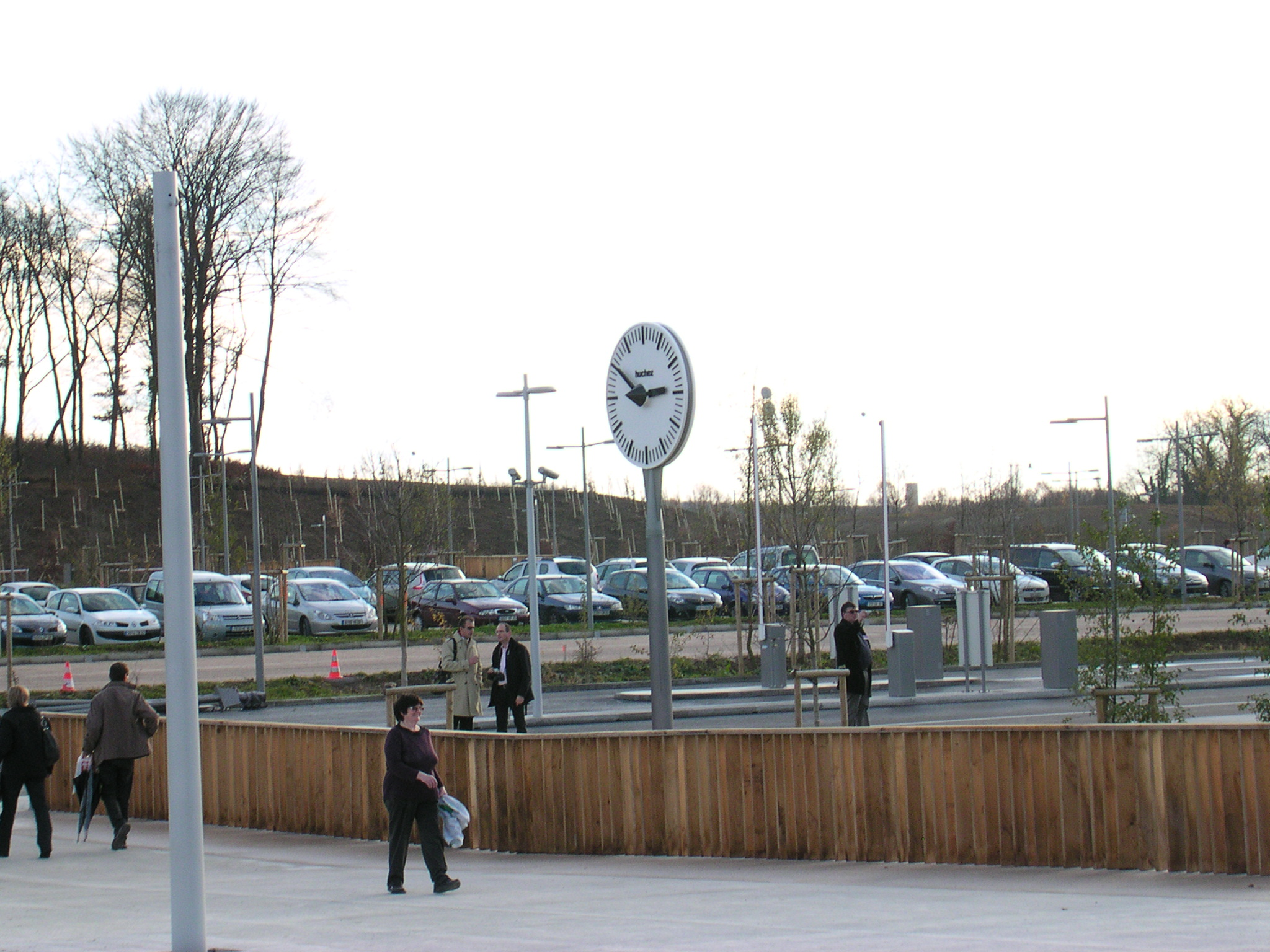
Horloge dans le parking de la gare, le jour de son inauguration.

Deux parkings, courte et longue durée, totalisent 1 000 places. Le parking courte durée est situé à l'ouest du bâtiment et le parking longue durée au sud. Le parvis de la gare est équipé d'un parking pour vélos, d'un parking moto, d'un parking pour personnes à mobilité réduite, d'un dépose minute, d'un parking taxi. Sur la droite du parvis en sortant de la gare, se situe l'arrêt des navettes Evolity à destination de Montbéliard et d'Audincourt et sur la gauche, à environ 50 m, l'arrêt Gare TGV du réseau du bus belfortain Optymo.

#### Parcs tertiaires et industriels
L'aménagement de deux parcs d'activités tertiaires sous forme de ZAC a été décidé par la communauté de l'Agglomération Belfortaine et le conseil général du Territoire de Belfort. La ZAC de La Jonxion est divisée en deux phases, la zone à proximité directe de la gare, en construction en 2012 pour une livraison en 2013 et la zone des Plutons située à l'est de la gare. L'ensemble accueillera à court terme 16 000 m2 de bureaux et locaux, à moyen terme 50 000 m2 et à terme accueillir 200 000 m2, ainsi que 7 000 emplois.

## Plan de voies de la gare
|  |  |  |  |  |  |  |  |  |  |  |  |  | Vers Mulhouse / Strasbourg                                   |
|  |  |  |  |  |  |  |  |  |  |  |  |  |                                                              |
|  |  |  |  |  |  |  |  |  |  |  |  |  |                                                              |
|  |  |  |  |  |  |  |  |  |  |  |  |  |                                                              |
|  |  |  |  |  |  |  |  |  |  |  |  |  |                                                              |
|  |  |  |  |  |  |  |  |  |  |  |  |  |                                                              |
|  |  |  |  |  |  |  |  |  |  |  |  |  |                                                              |
|  |  |  |  |  |  |  |  |  |  |  |  |  |                                                              |
|  |  |  |  |  |  |  |  |  |  |  |  |  |                                                              |
|  |  |  |  |  |  |  |  |  |  |  |  |  |                                                              |
|  |  |  |  |  |  |  |  |  |  |  |  |  |                                                              |
|  |  |  |  |  |  |  |  |  |  |  |  |  | TER de Belfort (à gauche) vers Delle (à droite)              |
|  |  |  |  |  |  |  |  |  |  |  |  |  |                                                              |
|  |  |  |  |  |  |  |  |  |  |  |  |  |                                                              |
|  |  |  |  |  |  |  |  |  |  |  |  |  |                                                              |
|  |  |  |  |  |  |  |  |  |  |  |  |  |                                                              |
|  |  |  |  |  |  |  |  |  |  |  |  |  |                                                              |
|  |  |  |  |  |  |  |  |  |  |  |  |  |                                                              |
|  |  |  |  |  |  |  |  |  |  |  |  |  |                                                              |
|  |  |  |  |  |  |  |  |  |  |  |  |  |                                                              |
|  |  |  |  |  |  |  |  |  |  |  |  |  |                                                              |
|  |  |  |  |  |  |  |  |  |  |  |  |  |                                                              |
|  |  |  |  |  |  |  |  |  |  |  |  |  |                                                              |
|  |  |  |  |  |  |  |  |  |  |  |  |  |                                                              |
|  |  |  |  |  |  |  |  |  |  |  |  |  |                                                              |
|  |  |  |  |  |  |  |  |  |  |  |  |  |                                                              |
|  |  |  |  |  |  |  |  |  |  |  |  |  | Vers Besançon Franche-Comté TGV / Dijon / Paris-Gare-de-Lyon |
|  |  |  |  |  |  |  |  |  |  |  |  |  |                                                              |

## Accès

### Accès routier
La gare est accessible depuis Belfort ou Montbéliard par l'autoroute A36 ou E 60  11 (échangeur de Sevenans) à 59 km : Héricourt, Delle, Delémont Épinal, Vesoul, Gare de Belfort - Montbéliard TGV, puis prendre la route nationale N 1019 ou E 27 direction Delle, Delémont, Gare de Belfort - Montbéliard TGV,  6 : Moval, Gare TGV, Université de Technologie, puis prendre la RD25 direction direction Moval, Gare TGV, puis la RD 19 direction Gare TGV. Depuis Héricourt, il faut suivre l'itinéraire par la route nationale N1019 depuis l'A36,  6 et depuis Delle et la Suisse par la même route dans l'autre sens,  5, Gare TGV, La Jonxion.

Carte du Pôle métropolitain Nord Franche-Comté au centre duquel se trouve notamment la gare.

### Accès par transports en commun
La gare est accessible avec le réseau interurbain du Territoire de Belfort, Optymo. La ligne 3 permet de rejoindre la gare de Belfort en 20 min. La ligne 24 permet de rejoindre Morvillars et la vieille ville de Belfort par Bessoncourt. Depuis Delle, la ligne 25 permet de rejoindre la gare, tout comme la 26 depuis Beaucourt. La ligne 35 permet aussi de rejoindre Belfort, mais en passant par Brebotte et Bessoncourt. Les dimanches et fêtes, la gare n'est desservie que par les lignes 3 et 93, cette dernière remplaçant les lignes 25 et 26 ces jours-là.
La gare est accessible depuis Audincourt, Montbéliard et l'usine Stellantis de Sochaux (porte ouest), avec le réseau Evolity, par la navette gare TGV.

### Accès ferroviaire

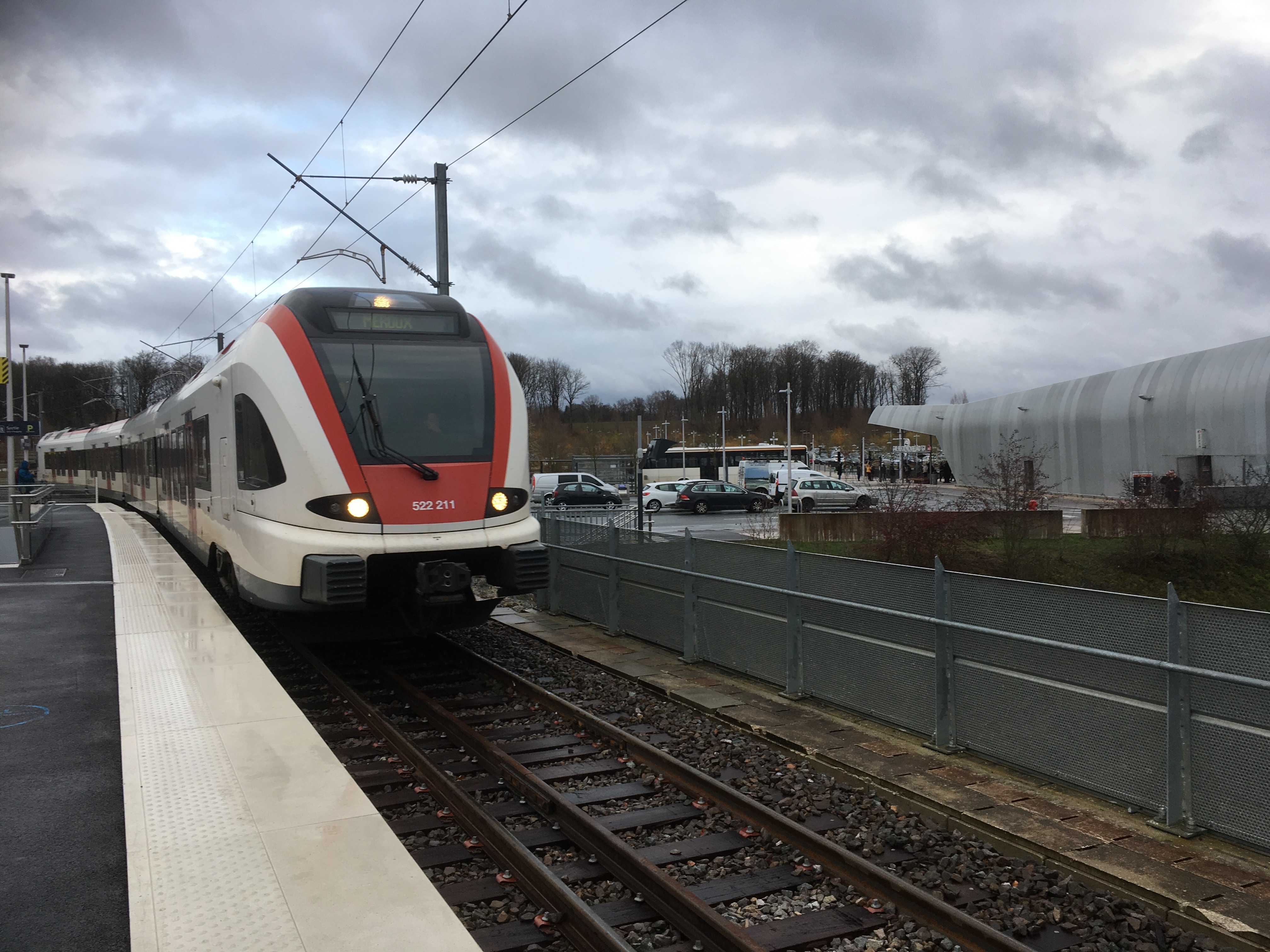
Une rame RABe 522, entrant dans la halte TER de Meroux.

La gare est accessible via le train TER depuis Belfort et CFF depuis Bienne, Delémont, et Delle, via la ligne Belfort – Delle et sa halte dédiée, nommée « Meroux - Belfort-Montbéliard TGV » (ou plus simplement « Meroux »). Il faut 10 minutes de trajet depuis Belfort-Ville et 15 minutes depuis Delle. Du côté suisse, il faut environ 1 h depuis Delémont et 1 h 30 min depuis Bienne.

## Accueil

Les voies et le quai de la gare TGV ; le bâtiment voyageurs.

La gare dispose de bornes automatiques, d'une salle d'attente, de toilettes et du Wi-Fi. On peut également y faire des photocopies, des photos d'identité, jouer du piano et recharger ses appareils numériques.

## Desserte (TGV)

### Temps de parcours
Voici les meilleurs temps de parcours depuis la gare de Belfort-Montbéliard TGV selon les différents parcours proposés sur le site commercial de la SNCF
| Bâle CFF                   | 0 h 43 min |
| Besançon Franche-Comté TGV | 0 h 20 min |
| Dijon-Ville                | 0 h 51 min |
| Francfort (Frankfurt Hbf)  | 3 h 27 min |
| Lille-Europe               | 3 h 40 min |
| Luxembourg                 | 3 h 6 min  |
| Lyon-Part-Dieu             | 2 h 20 min |
| Marseille-Saint-Charles    | 4 h 12 min |
| Metz-Ville                 | 2 h 19 min |
| Montpellier-Saint-Roch     | 4 h 24 min |
| Mulhouse-Ville             | 0 h 23 min |
| Paris-Gare-de-Lyon         | 2 h 13 min |
| Strasbourg-Ville           | 0 h 59 min |
| Zurich (Zürich HB)         | 1 h 45 min |

### Cadencement
- Bâle : 3 A/R par jour.
- Besançon : 10 A/R (gare TGV).
- Dijon : 7 A/R par jour.
- Francfort : 1 A/R par jour.
- Luxembourg : 2 A/R par jour.
- Lyon : 5 A/R par jour.
- Marseille : 3 A/R par jour.
- Metz : 3 A/R par jour.
- Montpellier : 2 A/R par jour.
- Mulhouse : 14 A/R par jour.
- Paris : 8 A/R par jour.
- Strasbourg : 5 A/R par jour.
- Zurich : 3 A/R par jour.

### Sources
- Dossier de présentation SNCF GARES & CONNEXIONS-AREP.